# Toques
Toques ist ein Municipio in der autonomen Gemeinschaft Galicien in Spanien. Es gehört der Provinz A Coruña an. 2024 hatte die Gemeinde 1.070 Einwohner auf einer Fläche von 77,93 km².

## Lage
Toques liegt 83 Kilometer südöstlich von A Coruña und etwa 61 Kilometer nordöstlich von Santiago de Compostela. Östlich des Municipios fließt der Río Furelos und westlich der Rego Pequeno.

## Bevölkerungsentwicklung der Gemeinde
Quelle: INE-Archiv – grafische Aufarbeitung für Wikipedia

## Gemeindegliederung
Die Gemeinde Toques ist in zehn Parroquias gegliedert:
| Parroquias             | Patrozinium   | Einwohner 2024 | Fläche km² | Dichte Einw./km² | Höhe msnm | Ortskennzahl |
| ---------------------- | ------------- | -------------- | ---------- | ---------------- | --------- | ------------ |
| A Capela               | Santa María   | 143            | 38,92      | 4                | 593       | 15083020000  |
| Mangoeiro              | San Tomé      | 41             | 2,86       | 14               | 469       | 15083030000  |
| Ordes                  | Santa María   | 123            | 4,01       | 31               | 475       | 15083070000  |
| Paradela               | San Paio      | 183            | 18,36      | 10               | 488       | 15083080000  |
| San Martiño de Oleiros | San Martiño   | 113            | 7,66       | 15               | 500       | 15083060000  |
| San Xiao do Monte      | San Xiao      | 18             | 3,85       | 5                | 0         | 15083040000  |
| Santa Eufemia do Monte | Santa Eufemia | 54             | 2,27       | 24               | 0         | 15083050000  |
| Santa Mariña de Brañas | Santa Mariña  | 191            | 12,49      | 15               | 0         | 15083010000  |
| Vilamor                | Santo Estevo  | 137            | 11,31      | 12               | 471       | 15083100000  |
| Vilouriz               | Santiago      | 71             | 6,53       | 11               | 564       | 15083090000  |

## Wirtschaft
| Ackerbau, Viehzucht und Fischerei                                                  | 130 | 032,02 |
| Industrie                                                                          | 038 | 09,36  |
| Bauwirtschaft                                                                      | 043 | 010,59 |
| Dienstleistungsbetriebe                                                            | 195 | 048,03 |
| Total                                                                              | 406 | 100,00 |
| * Daten aus dem Statistischen Amt für Wirtschaftliche Entwicklung in Galicien, IGE |     |        |

## Feste
- 15. Mai: San Cidre
- 3. September: Santo Antoniño

## Sehenswürdigkeiten

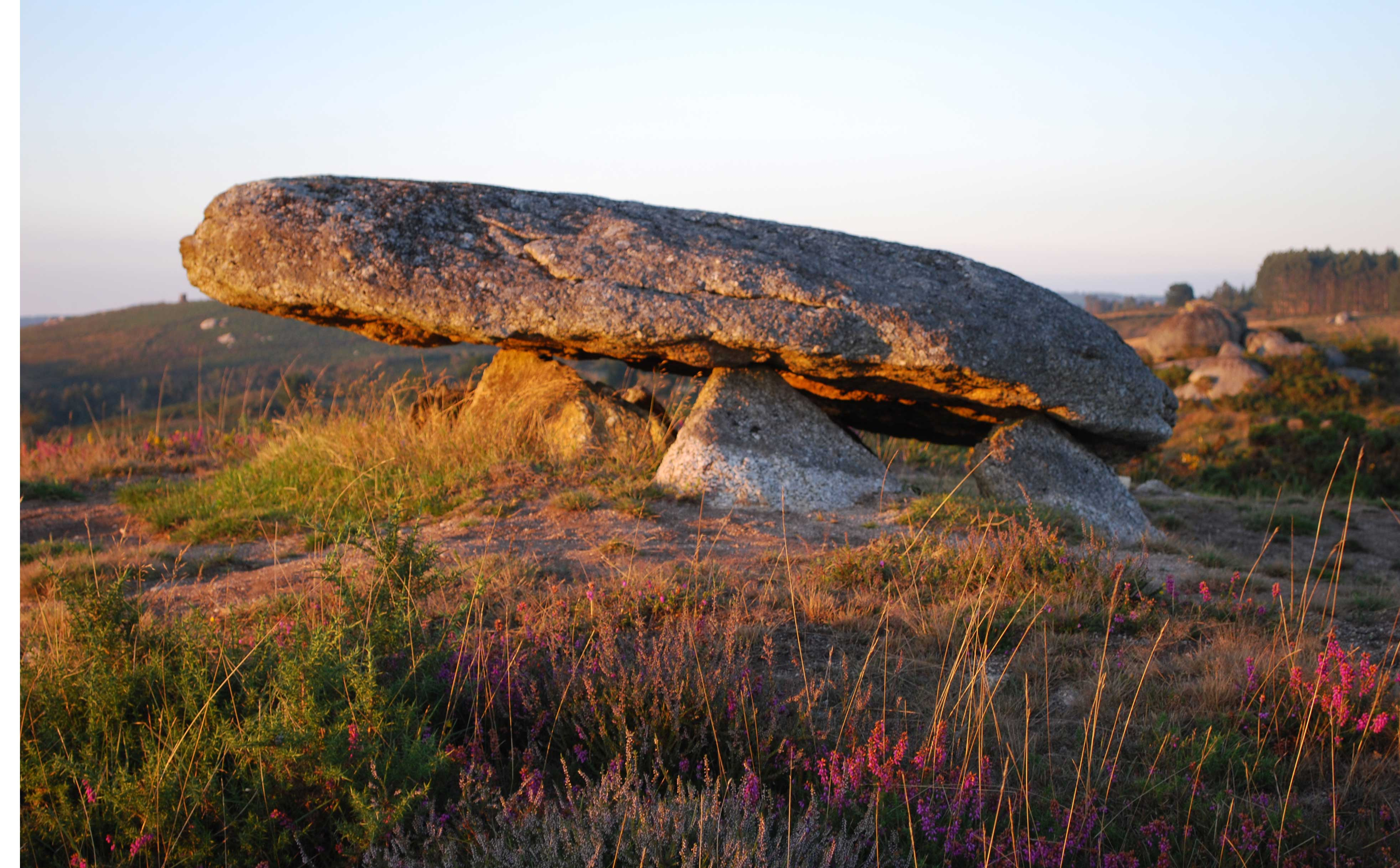
Forno dos Mouros

- Kirche Santo Antoniño aus dem 10. Jahrhundert
- Dolmen Forno des Mourros